# Greenwood (Minnesota)
Greenwood es una ciudad ubicada en el condado de Hennepin en el estado estadounidense de Minnesota. En el Censo de 2010 tenía una población de 688 habitantes y una densidad poblacional de 439,07 personas por km².

## Geografía
Greenwood se encuentra ubicada en las coordenadas 44°54′19″N 93°33′1″O / 44.90528, -93.55028. Según la Oficina del Censo de los Estados Unidos, Greenwood tiene una superficie total de 1.57 km², de la cual 0.92 km² corresponden a tierra firme y (40.99%) 0.64 km² es agua.

## Demografía
Según el censo de 2010, había 688 personas residiendo en Greenwood. La densidad de población era de 439,07 hab./km². De los 688 habitantes, Greenwood estaba compuesto por el 95.35% blancos, el 0.58% eran afroamericanos, el 0.29% eran amerindios, el 1.89% eran asiáticos, el 0% eran isleños del Pacífico, el 0.15% eran de otras razas y el 1.74% pertenecían a dos o más razas. Del total de la población el 2.03% eran hispanos o latinos de cualquier raza.